# Deutsche Eislauf-Union
Die Deutsche Eislauf-Union e. V. (DEU) ist der Sportverband für Eiskunstlauf, Eistanz und Synchroneiskunstlauf in Deutschland.
Der Verband wurde im Jahr 1964 in Hamburg gegründet und repräsentierte zunächst den Eiskunstlauf in der Bundesrepublik Deutschland. Sitz der DEU ist heute München. Im Jahr 1990 fusionierte die DEU mit dem Deutschen Eislauf-Verband (DELV) der DDR. Die DEU wurde zunächst von Vorsitzenden geführt, seit 1998 von Präsidenten.
Die DEU hat 13 Landesverbände. In Brandenburg, Mecklenburg-Vorpommern und Schleswig-Holstein existieren zurzeit keine Landesverbände für Eiskunstlaufen.
Der Verband ist Mitglied im Deutschen Olympischen Sportbund und in der International Skating Union.

## Wettbewerbe
Die DEU richtet die folgenden Wettbewerbe auf nationaler Ebene aus:
- Deutsche Meisterschaften im Eiskunstlauf
- Deutsche Nachwuchsmeisterschaften im Eiskunstlauf
- Deutsche Jugendmeisterschaften im Eiskunstlauf
- Deutschlandpokal
- Deutsche Meisterschaften und Deutschlandpokal im Synchroneiskunstlauf

## Vorsitzende und Präsidenten der DEU
- seit 2022 Andreas Wagner
- 2006 bis 2022 Dieter Hillebrand (früher DEV)
- 2002 bis 2006 Reinhard Mirmseker
- 1996 bis 2002 Angela Siedenberg
- 1980 bis 1996 Wolf-Dieter Montag
- 1968 bis 1980 Fritz Geiger
- 1966 bis 1968 Hermann Schiechtl
- 1963 bis 1966 Rudi Marx